# اقیانوس جهانی

نقشه پویانمایی نمایش آب‌های اقیانوس‌های جهان. اقیانوس جهانی به‌عنوان پهنه آب یکپارچه که زمین را احاطه کرده به پنج اقیانوس آرام، اطلس، هند، منجمد شمالی و منجمد جنوبی تقسیم می‌شود. گاهی اقیانوس‌های منجمد شمالی و جنوبی به‌عنوان بخشی از سه اقیانوس دیگر به‌شمار می‌آیند.

اقیانوس جهانی (انگلیسی: World Ocean) سامانه به‌هم پیوسته آب‌های دریاها و اقیانوس‌های زمین است و توده آب‌کره که حدود ۷۰٪ سطح زمین با حجم کلی ۱٫۳۳۲ میلیارد کیلومتر مکعب را در بر می‌گیرد.
یکپارچگی و پیوستگی اقیانوس جهانی با آزادی نسبی تبادل میان بخش‌های آن اهمیتی اساسی در اقیانوس‌نگاری دارد. اقیانوس جهانی به بخش‌های اقیانوسی مشخصی تقسیم شده است که حد و مرز آن‌ها توسط قاره‌ها و پدیده‌های اقیانوس‌نگاری گوناگونی مشخص می‌شود. این تقسیم‌بندی شامل اقیانوس اطلس، اقیانوس منجمد شمالی (که گاهی به‌عنوان یکی از دریاهای اقیانوس اطلس به‌شمار می‌رود)، اقیانوس هند، اقیانوس آرام و اقیانوس منجمد جنوبی (اغلب به‌عنوان بخش جنوبی اقیانوس‌های اطلس، هند و آرام محسوب می‌شود) است. آب‌های اقیانوسی به نوبه به دریاها و خلیج‌های کوچک‌تری تقسیم می‌شوند.
مفهوم امروزی اقیانوس جهانی در اوایل سده بیست میلادی توسط اقیانوس‌نگار روسی یولی شوکالسکی برای اشاره به اقیانوسی یکپارچه و پیوسته که بیشتر سطح زمین را می‌پوشاند ابداع شد.
اگر از قطب جنوبی زمین بنگریم، می‌توان اقیانوس‌های اطلس، هند و آرام را مشاهده نمود که در جهت سمت شمال اقیانوس منجمد جنوبی گسترش یافته و به‌هم پیوسته‌اند. در انتهای شمالی آن، اقیانوس اطلس به اقیانوس منجمد شمالی متصل بوده و از طریق تنگه برینگ به اقیانوس آرام راه دارد که یک پهنه پیوسته آب را شکل داده‌اند.
- اقیانوس آرام که بزرگ‌ترین اقیانوس دنیاست از اقیانوس منجمد جنوبی تا اقیانوس منجمد شمالی گسترده شده است. این اقیانوس فاصله میان استرالیا، آسیا، قاره آمریکا و اقیانوسیه را پوشانیده است. اقیانوس آرام در محل دماغه هورن در جنوب آمریکای جنوبی به اقیانوس اطلس می‌پیوندد.
- اقیانوس اطلس دومین اقیانوس بزرگ است و از اقیانوس منجمد جنوبی و میان آمریکای جنوبی، آفریقا، آمریکای شمالی و اروپا تا اقیانوس منجمد شمالی گسترده شده است. اقیانوس اطلس در دماغه آگولاس به اقیانوس هند متصل می‌شود.
- اقیانوس هند از اقیانوس منجمد جنوبی و میان آفریقا و استرالیا به سمت شمال تا هند گسترده شده و در نزدکی استرالیا به اقیانوس آرام می‌پیوندد.
- اقیانوس منجمد شمالی کوچک‌ترین اقیانوس در میان اقیانوس‌های پنج‌گانه زمین است. این اقیانوس در نزدیکی گرینلند و ایسلند به اقیانوس اطلس و در تنگه برینگ به اقیانوس آرام می‌پیوندد. اقیانوس منجمد شمالی از آمریکای شمالی در نیم‌کره غربی تا اسکاندیناوی و سیبری در نیم‌کره شرقی گسترده شده است. قسمتی از این اقیانوس با یخ پوشیده شده و وسعت آن در فصل‌های مختلف متغیر است.
- اقیانوس منجمد جنوبی را به‌عنوان اقیانوس پیرامون جنوبگان و عموماً جنوب عرض جغرافیایی ۶۰ درجه جنوبی که تحت تسلط جریان پیراقطبی جنوبگان است در نظر می‌گیرند. بخشی از این اقیانوس با یخ دریا پوشیده شده که وسعت آن به نسبت فصل تغییر می‌کند. اقیانوس منجمد جنوبی دومین اقیانوس کوچک در میان پنج اقیانوس زمین است.

شکل تقریبی اقیانوس جهانی را می‌توان برای بسیاری از اهداف ثابت در نظر گرفت، اگرچه در واقع شکل آن ثابت نیست و رانش قاره‌ای به‌صورت مدام شکل و ساختار اقیانوس جهانی را تغییر می‌دهد.